# August Kneisel

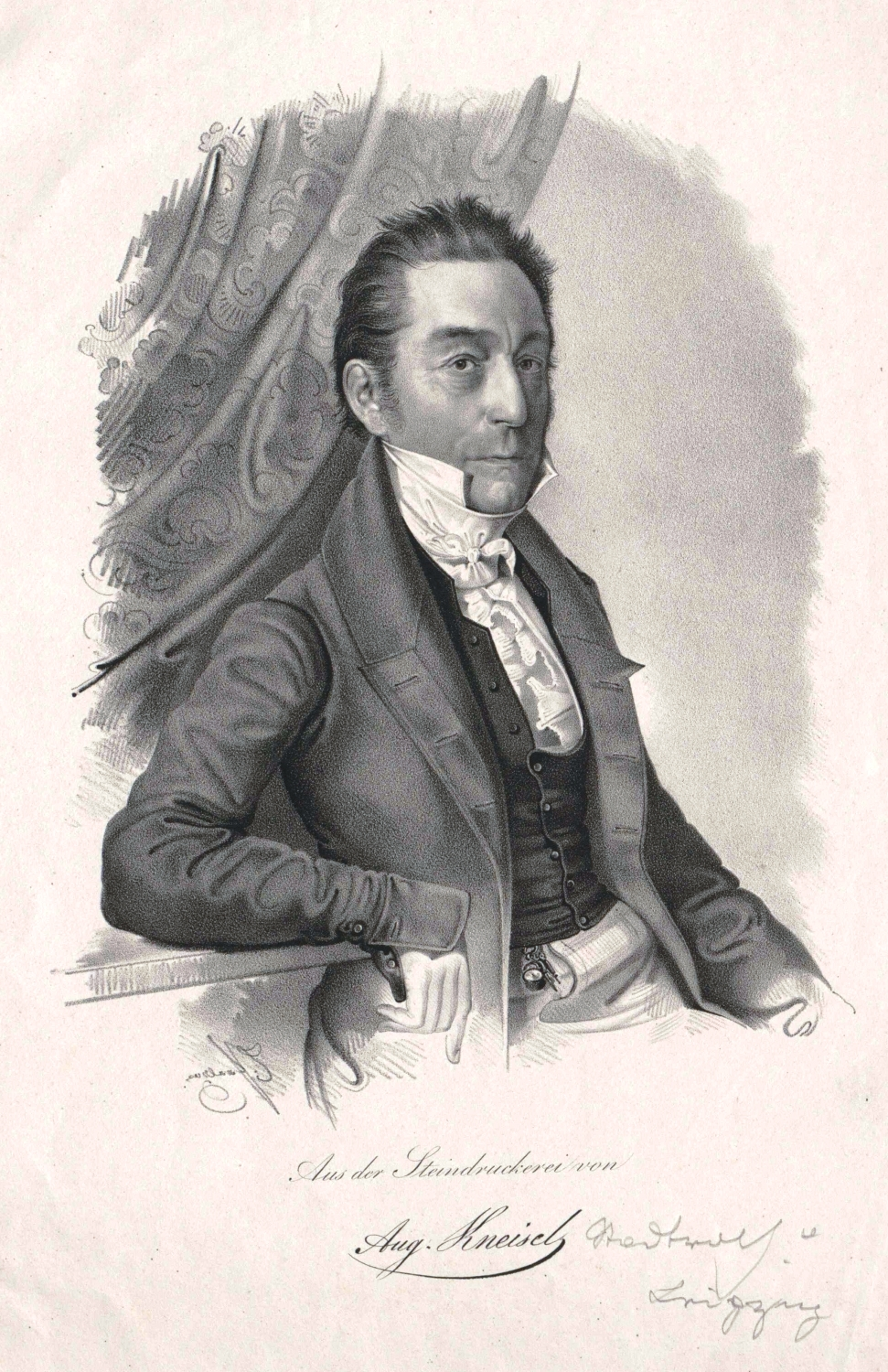
August Kneisel

Johann Friedrich August Kneisel (* 25. Januar 1782; † 1855 in Leipzig) war ein deutscher Lithograf.
August Kneisel war Inhaber einer Steindruckerei und Stadtrat in Leipzig. Über sein Leben ist bisher kaum etwas bekannt. Er war verheiratet mit Caroline Kunze (* 1791). Viele seiner Stiche wurden von Cäcilie Brandt gezeichnet. Er war Mitglied der Leipziger Freimaurerloge „Apollo“. Zu seinen Werken gehörten unter anderem Steindrucke zu Dante Alighieris Werk Göttliche Komödie in den Ausgaben von Karl Ludwig Kannegießer. Er fertigte auch Lithografien für Kartenwerke wie den Atlas von den deutschen Bundes-Staaten an.
August Kneisel wurde auf dem Alten Johannisfriedhof in Leipzig begraben.